# Осойник (Железнікі)
Осойник (словен. Osojnik) — поселення в общині Железнікі, Горенський регіон, Словенія. Висота над рівнем моря: 773,4 м.